# NGC 7119
NGC 7119 este o galaxie situată în constelația . A fost descoperită în  de către John Herschel.